# Furacão John (1994)
O furacão John (também tufão John) é o ciclone tropical com a maior distância percorrida. John já deteve o recorde de ciclone tropical com a maior duração já observada, até ser superado pelo ciclone Freddy, em 2023. O furacão fez parte das temporadas de furacões e de tufões no Pacífico de 1994. John formou-se durante o forte El Niño entre 1991 a 1994 a atingiu o pico de intensidade com intensidade equivalente a categoria 5 na escala de furacões de Saffir-Simpson, a mais alta categorização para um furacão.
Em todo o seu período de existência, John percorreu mais de 13.000 km, praticamente cruzando todo o Oceano Pacífico norte, durando 31 dias no total. Por estar ativo nas bacias do Pacífico nordeste e central, e também no Pacífico noroeste, John tornou-se um dentre poucos ciclones tropicais que foram chamados de furacão e também de tufão. Apesar de permanecer ativo durante um mês, John afetou terras emersas apenas de forma leve, trazendo somente efeitos mínimos para o arquipélago havaiano e para uma base militar estado-unidense no Atol de Johnston.